# Liebesflüstern
Liebesflüstern (Originaltitel: Afterglow) ist eine US-amerikanische Filmkomödie aus dem Jahr 1997. Regie führte Alan Rudolph, der auch das Drehbuch schrieb. Der Film handelt von zwei Paaren, ihren Kindern bzw. Kinderwünschen und den romantischen Verwicklungen zwischen den vier Personen.

## Handlung
Der Handwerker Lucky Mann und seine Ehefrau Phyllis, eine ehemalige Schauspielerin, leben in Montreal. Die Ehe kriselt, seitdem Phyllis ihrem Mann gestand, dass ihre vermeintlich gemeinsame Tochter nicht von ihm ist. Marianne Byron, die sich ein Kind wünscht, ist mit dem Geschäftsmann Jeffrey verheiratet. Sie will in den Tagen ihrer Fruchtbarkeit mit Jeffrey Sex haben, Jeffrey jedoch weist sie zurück, weil er sich noch nicht reif für Kinder fühlt.
Marianne lernt Lucky im Rahmen eines Arbeitsauftrags kennen und beginnt eine Affäre mit ihm. Unabhängig davon lernt Jeffrey Phyllis kennen und kommt ihr näher. Eine Weile treffen sich die jeweiligen neuen Paare heimlich und unter verschiedenen Vorzeichen, bis die Affären nach und nach auffliegen und auch die Identität des jeweiligen Ehepartners offenbar wird.
Am Ende sehen Lucky und Phillis die Fehler ein, welche sie beide in ihrer langjährigen Ehe gemacht haben und versöhnen sich miteinander. Marianne und Jeffrey hingegen trennen sich, ohne dass Jeffrey erfährt, dass Marianne schwanger ist – vermutlich von Lucky.

## Kritiken
James Berardinelli schrieb auf ReelViews, der Film sei eine romantische, schwarze Komödie über Liebe, Verrat und Selbstbefangenheit. Er sei faszinierend, obwohl nicht immer angenehm und zeige unterschiedliche Gesichter der Liebe, die für jeden der Charaktere etwas anderes bedeute. Seine größte Stärke seien die Darstellungen, vor allem jene von Julie Christie.
Das Lexikon des internationalen Films schrieb: „Eine kunstvoll verquere Tragikomödie, die mit raffinierten Spiegelungen und hoher optischer wie atmosphärischer Dichte nach und nach die Hintergründe ihrer Figuren enthüllt. Ein ironisch versierter Film, der zugleich geistreiche Beziehungsreflexion und sinnlich-sinnenhaftes Spiel über Macht und Ohnmacht der Gefühle ist.“

## Auszeichnungen
Julie Christie wurde im Jahr 1998 als Beste Hauptdarstellerin für den Oscar nominiert. Sie gewann 1997 den New York Film Critics Circle Award. Im Jahr 1998 gewann sie den Independent Spirit Award und den National Society of Film Critics Award sowie wurde sie für den Golden Satellite Award nominiert. Im Jahr 1999 gewann sie den Evening Standard British Film Award.
Alan Rudolph und Julie Christie gewannen im Jahr 1997 Preise des Festival Internacional de Cine de Donostia-San Sebastián, außerdem wurde Rudolph für einen weiteren Preis des Festivals nominiert. Das Ensemble der vier Hauptdarsteller gewann im Jahr 1997 den Jurypreis des Ft. Lauderdale International Film Festivals.

## Hintergründe
Der Film wurde in Montreal gedreht. Seine Weltpremiere fand am 11. Mai 1997 auf den Internationalen Filmfestspielen von Cannes statt. Am 10. September 1997 wurde er auf dem Toronto International Film Festival gezeigt. Der Film spielte in den Kinos der USA ca. 2,4 Millionen US-Dollar ein.